# Soloklättring
Soloklättring, eller frisoloklättring, är när en klättrare klättrar utan att använda någon slags säkerhetsutrustning. Klätterskor och kritpåse används (oftast).
Att falla när man soloklättrar betyder allvarlig skada eller död (beror på hur långt klättraren faller). Mottot falling is not an option (falla är inte ett alternativ) är absolut. Extremt få som soloklättrar gör det utan att klättra leden med rep flera gånger innan solobestigningen; att förbereda sig, och att veta att man kan klara leden, är fundamentalt.
Man kan soloklättra över vatten och det kallas då deep water solo (djupvattensolo) eller DWS.
Gränsen mellan bouldering och soloklättring kan ibland vara svår att dra, då vissa boulderproblem går högt över marken, s.k. high balls.
Med solo menar man givetvis ensam, i det här fallet att man inte har någon som säkrar. Men det är fullt möjligt att klättra ensam, alltså solo, på ett säkert sätt. Detta kallas repsolo och klättraren säkrar då sig själv.